# Base Naval de Portsmouth
La Base Naval de Su Majestad de Portsmouth (en inglés: His Majesty's Naval Base, Portsmouth, y de ahí su abreviatura HMNB Portsmouth) es una de las tres bases operativas de la Marina Real británica en el Reino Unido (las otras son la Base Naval de Clyde y la Base Naval de Devonport). La base naval de Portsmouth forma parte de la ciudad de Portsmouth; está situada en la orilla oriental del puerto de Portsmouth, al norte del Solent y de la isla de Wight. Durante siglos fue conocida oficialmente como HM Dockyard, Portsmouth: como astillero real, Portsmouth funcionó principalmente como instalación estatal para la construcción, reparación y mantenimiento de buques de guerra; durante un tiempo fue el mayor emplazamiento industrial del mundo.
A partir de la década de 1970, Portsmouth (y otros astilleros reales) comenzaron a recibir la denominación de "base naval", reconociendo así en mayor medida al personal y a los elementos de apoyo, además del componente industrial tradicional. En 1984, la función de astillero real de Portsmouth se redujo y degradó considerablemente, y pasó a denominarse formalmente "Organización de Mantenimiento y Reparación de la Flota" (Fleet Maintenance and Repair Organisation, FMRO, por sus siglas en inglés); la FMRO se privatizó en 1998; en 2002, se reanudó la construcción naval (que no había tenido lugar en el astillero desde finales de la década de 1960) en forma de construcción de bloques, pero volvió a cesar en 2014.
En la actualidad, Portsmouth es la base de dos tercios de la flota de superficie de la Marina Real, incluidos los dos portaaviones HMS Queen Elizabeth y HMS Prince of Wales. La logística naval, el alojamiento y los servicios de comedor se ofrecen in situ, con funciones de apoyo al personal (por ejemplo, médico y dental, educación, pastoral y bienestar) proporcionadas por Defence Equipment and Support. La base naval también alberga otras funciones y departamentos, por ejemplo, el personal de apoyo del Cuartel General del Mando de la Armada. La base también alberga una serie de actividades comerciales en tierra, incluida la instalación de reparación y mantenimiento de buques operada por BAE Systems. 
La base es la más antigua de la Marina Real, y ha sido una parte importante de la historia del Servicio Senior y de la defensa de las islas británicas durante siglos. Alberga uno de los diques secos más antiguos que se conservan en el mundo. Los antiguos astilleros Block Mills son de importancia internacional, ya que fueron la primera fábrica del mundo en emplear máquinas-herramienta de vapor para la producción en serie. El Museo Nacional de la Marina Real británica se encuentra en Portsmouth desde 1911. En 1985, una asociación entre el Ministerio de Defensa y el Ayuntamiento de Portsmouth creó el Portsmouth Naval Base Property Trust para gestionar parte de la histórica esquina suroeste de la base naval, en virtud de un contrato de arrendamiento de 99 años, como zona patrimonial, el astillero histórico de Portsmouth, que permite al público visitar importantes atracciones marítimas como el Mary Rose, el HMS Victory y el HMS Warrior. 